# 盧建榮
盧建榮（1949年—），美國西雅圖華盛頓州立大學歷史系博士。曾服務於中華民國中央研究院歷史語言研究所研究員、國立中正大學歷史學系、國立台北大學歷史系兼任教授、國立台灣師範大學歷史系兼任教授。現任中國文化大學史學系所教授、佛光大學歷史系所兼任教授。主要學術研究領域是中國古代／台灣當代文化史。著有專書多本，以及論文、文章百餘篇。2009年起，受委託主編時英文化《社會／文化史集刊》。

## 爭議

### 搞混武俠小說家與台灣文學家東方白
2003年8月，盧建榮出版『臺灣後殖民國族認同』，誤指出台灣大河劇浪淘沙原著作者東方白，與武俠小說家東方白為同一人。後續盧建榮遭到東方白本人與學者楊翠撰文回應指出其錯誤論述。

### 指控歷史學者抄襲
2002年，盧建榮出書《從根爛起》與發表〈盧建榮致歷史界公開書〉，批判當時國立臺灣師範大學時歷史系主任等一干歷史學者。台灣台北地方法院與台灣高等法院均判決盧建榮構成妨礙名譽罪、且應擔負侵權行為損害賠償。（台灣台北地方法院 刑事【裁判字號】92,易,1799；民事【裁判字號】97,再易,71）（台灣高等法院 刑事【裁判字號】94,上易,987；民事【裁判字號】96,上,121；【裁判字號】97,再易,71）
2010年，盧建榮出書《抄襲的知識社會學：民國以來史學界最大的集體舞弊疑雲》，指控中央研究院歷史語言研究所副研究員邱仲麟、研究員李建民及研究員林富士的論文抄襲作家李敖的文章。李敖表示支持盧建榮，也會長時間關心這件事【中研院抄襲疑雲 李敖說分明 （页面存档备份，存于）】。該所所長黃進興表示，他獲知盧建榮指控邱仲麟抄襲，有鑑於事涉該所名譽，他曾找資深研究員調查，認定沒有抄襲。邱仲麟與林富士都否認抄襲。
2012年，邱仲麟告盧建榮民事侵權損害賠償事件，102年3月25日臺灣臺北地方法院101年度訴字第4079號判決，原審駁回邱仲麟之全部請求，即為邱仲麟全部敗訴之判決。
2013年，邱仲麟上訴，經臺灣高等法院民事判決102年度上字第464號上訴駁回，即盧建榮無罪之判決。
高等法院改判盧建榮無罪之理由為合議庭就「人而做賊」部分，認定盧文先指出李文的原創和貢獻，才依邱某博論的架構和前文通篇對照，詳細論證邱如何抄襲，主觀上有相當理由確信內容真實。
判決引用台大歷史系的調查報告，指抄襲案雖不成立，但報告中承認盧文對邱仲麟的指控，可由學界公評。
合議庭認為盧建榮身為史學界一份子，是對於學界可受公評之事，善意發言，希望改正史學界抄襲之風，就算內容用字遣詞尖酸刻薄、不留餘地，仍有阻卻違法事由，不構成公然侮辱罪。

## 著作
- 《沒有歷史的人：中晚唐的河北人抗爭史》，臺北：暖暖書屋，2020。
- 《唐宋吃喝玩樂文化史：園林遊憩、飯館餞別與牡丹花會》，臺北：暖暖書屋，2020。
- 《明清閨閣危機與節烈打造》，臺北：暖暖書屋，2020。
- 《聚斂的迷思：唐代財經技術官僚雛形的出現與文化政治》，臺北：暖暖書屋，2021。
- 《余英時與臺灣學術貴族制五十年》，臺北：暖暖書屋，2021。
- 《雙標余英時：浮華教主與徒眾》，臺北：暖暖書屋，2021。
- 《誰在統治地方：唐宋地方治理文化打造史》，臺北：暖暖書屋，2022。

## 盧建榮評論邱仲麟之文章
盧建榮出書《司法亂政，自由已死》，以下列文章評論邱仲麟的博士論文抄襲。
.驚天大抄客　興訟處女行／盧建榮
.台大以行政裁量權瞞天過海　包庇抄襲者／盧建榮
.這樣的台灣大學、中央研究院　非關門不可／盧建榮
.為史學新血輪講授一堂紮實的史學方法課－兼評邱仲麟〈人藥與血氣─「割股」療親現象中的醫療觀念〉一文／盧建榮
.割股療親課題史回顧之一─作與前賢相同題目者　只有翻案一途／盧建榮
.割股療親課題史回顧之二─邱仲麟甭巴望金寶祥救駕／盧建榮

## 外部連結
- 中央研究院歷史語言研究所 （页面存档备份，存于）
- 盧建榮教授的部落格 （页面存档备份，存于）
- 台灣高等法院裁判書查詢
- 台灣高等法院盧建榮無罪之判決書
- 翰蘆圖書出版有限公司-- 司法亂政，自由已死
- 盧建榮妨害名譽案 善意端正抄襲風氣 改判無罪確定 （页面存档备份，存于）